# American Legion Peak
Der American Legion Peak ist ein 4025 m hoher Berg in der Wind River Range im Westen des US-Bundesstaates Wyoming. Der Berg liegt rund drei Kilometer westlich der kontinentalen Wasserscheide am Hauptkamm der Gebirgskette, rund 2,4 km südwestlich des Mount Woodrow Wilson und zwei Kilometer westlich des Mount Helen. Südlich des Berges liegt der Henderson Peak, nach Westen verläuft ein Gebirgsgrat über den Mount Arrowhead zum Bow Mountain und in nordöstliche Richtung über den Winifred Peak und die Twin Peaks bis zum Mount Woodrow Wilson. In einem Kar an der Ostflanke des Berges liegt der flächenmäßig kleine American Legion Glacier, östlich des Ostgipfels Winifred Peak der Twins Glacier und an der Westflanke nördlich des Bow Mountain der deutlich größere Stroud Glacier. Im Bergkessel nördlich des American Legion Peak entspringt mit dem Green River der größte Nebenfluss des Colorado Rivers.
Die Gegend um den American Legion Peak ist vollständig als Wildnis-Schutzgebiet ausgewiesen – der Berg liegt innerhalb der Grenzen der Bridger Wilderness des Bridger-Teton National Forest, wenige Kilometer westlich der Fitzpatrick Wilderness des Shoshone National Forest. Die Erstbesteigung des Berges erfolgte im Jahr 1930 durch Henry Buchtel, Jack Seerley und Dudley Smith.

## Belege
1. 1 2 3  American Legion Peak - Peakbagger.com. Abgerufen am 22. Mai 2024.
2. ↑  American Legion Peak : Climbing, Hiking & Mountaineering : SummitPost. Abgerufen am 22. Mai 2024.